# Bokoplavutarice
Bokoplavutarice (znanstveno ime Pleuronectidae) je družina morskih rib, razširjenih v vseh morjih in oceanih sveta.
Zanimivo pri bokoplavutaricah je, da so ob rojstvu vse te ribe bočno somerne, že čez nekaj dni pa se začne eno oko pomikati proti drugemu. Pri nekaterih vrstah se na eno stran zasukajo tudi usta, ena prsna plavut pa zakrni. Ribe že po nekaj dneh ležejo na dno, zaradi česar se ta proces še pospeši. Stran, na kateri riba leži začne tudi izgubljati pigment in postane svetlejša, zgornja stran pa postane temno obarvana. Glede na to, na katero stran zleze oko ločimo ribe na leve in desne, pri eni vrsti pa so lahko tako ene kot druge. 
Pri bokoplavutaricah se prsne in predrepne plavuti združijo in potekajo po celi dolžini hrbta, prav tako pa po celi dolžini poteka hrbtna plavut. Samice ikre odlagajo v vodo, kjer te prosto plavajo dokler se ne razvijejo, zarod pa pade na morsko dno, kjer se začne prehranjevati..
Po večini bokoplavutarice živijo v plitvejših morjih, čeprav je nekatere vrste, na primer navadni jezik (Hippoglossus hippoglossus) moč najti celo do 2000 m globoko. Ta vrsta povprečno doseže do 2,5 m v dolžino . Po večini so bokoplavutarice mesojede ribe, nekatere med njimi pa so veliki plenilci. 
Pacifiški jezik (Hippoglossus stenolepsis), na primer, lahko doseže starost 35 let in lahko tehta do 210 kg, vendar so samci te vrste rib precej manjši in le redko dosežejo več kot 20 kg. 
V tej družini je nekaj gospodarsko pomembnih vrst, kot so navadni jezik, navadna plošča in morski list, pacifiški jezik pa predstavlja gospodarsko tako pomembno ribo, da jo je izlov resno ogrozil. Prav zato je lov na to vrsto rib redno nadzorovan in občasno celo popolnoma prepovedan.

## Klasifikacija
Po nekaterih klasifikacijah poddružine Paralichthodinae, Poecilopsettinae ter Rhombosoleinae uvrščajo v samostojne družine
Po podatkih FishBase obstaja 101 vrsta bokoplavutaric v 41 rodovih in petih poddružinah:
- Poddružina Eopsettinae
  - Rod Atheresthes
    - Atheresthes evermanni Jordan & Starks, 1904.
    - Atheresthes stomias (Jordan & Gilbert, 1880).

  - Rod Eopsetta
    - Eopsetta grigorjewi (Herzenstein, 1890).
    - Eopsetta jordani (Lockington, 1879).
- Poddružina Hippoglossinae
  - Rod Clidoderma
    - Clidoderma asperrimum (Temminck & Schlegel, 1846).

  - Rod Hippoglossus
    - Navadni jezik (Hippoglossus hippoglossus) (Linnaeus, 1758). Hippoglossus hippoglossus
    - Pacifiški jezik (Hippoglossus stenolepis) Schmidt, 1904.

  - Rod Reinhardtius
    - Reinhardtius hippoglossoides (Walbaum, 1792) Reinhardtius hippoglossoides

  - Rod Verasper
    - Verasper moseri Jordan & Gilbert, 1898.
    - Verasper variegatus (Temminck & Schlegel, 1846).
- Poddružina Hippoglossoidinae
  - Rod Acanthopsetta
    - Acanthopsetta nadeshnyi Schmidt, 1904.

  - Rod Cleisthenes
    - Cleisthenes herzensteini (Schmidt, 1904).
    - Cleisthenes pinetorum Jordan & Starks, 1904.

  - Rod Hippoglossoides
    - Hippoglossoides dubius Schmidt, 1904.
    - Hippoglossoides elassodon Jordan & Gilbert, 1880.
    - Hippoglossoides platessoides (Fabricius, 1780) Hippoglossoides platessoides
    - Hippoglossoides robustus Gill & Townsend, 1897.
- Poddružina Lyopsettinae
  - Rod Lyopsetta
    - Lyopsetta exilis (Jordan & Gilbert, 1880).
- Poddružina Paralichthodinae
  - Rod Paralichthodes
    - Paralichthodes algoensis Gilchrist, 1902.
- Poddružina Pleuronectinae
  - Tribe Isopsettini
    - Rod Isopsetta
      - Isopsetta isolepis (Lockington, 1880).

  - Tribe Microstomini
    - Rod Dexistes
      - Dexistes rikuzenius Jordan & Starks, 1904.

    - Rod Embassichthys
      - Embassichthys bathybius (Gilbert, 1890).

    - Rod Glyptocephalus
      - Glyptocephalus cynoglossus (Linnaeus, 1758) Glyptocephalus cynoglossus
      - Glyptocephalus stelleri (Schmidt, 1904).
      - Glyptocephalus zachirus Lockington, 1879.

    - Rod Hypsopsetta
      - Hypsopsetta guttulata (Girard, 1856).
      - Hypsopsetta macrocephala Breder, 1936.

    - Rod Lepidopsetta
      - Lepidopsetta bilineata (Ayres, 1855).
      - Lepidopsetta mochigarei Snyder, 1911.
      - Lepidopsetta polyxystra Orr & Matarese, 2000.

    - Rod Microstomus
      - Microstomus achne (Jordan & Starks, 1904).
      - Microstomus kitt (Walbaum, 1792) Microstomus kitt
      - Microstomus pacificus (Lockington, 1879).
      - Microstomus shuntovi Borets, 1983.

    - Rod Pleuronichthys
      - Pleuronichthys coenosus Girard, 1854.
      - Pleuronichthys cornutus (Temminck & Schlegel, 1846).
      - Pleuronichthys decurrens Jordan & Gilbert, 1881.
      - Pleuronichthys ocellatus Starks & Thompson, 1910.
      - Pleuronichthys ritteri Starks & Morris, 1907.
      - Pleuronichthys verticalis Jordan & Gilbert, 1880.

    - Rod Tanakius
      - Tanakius kitaharae (Jordan & Starks, 1904).

  - Tribe Pleuronectini
    - Rod Kareius
      - Kareius bicoloratus (Basilewsky, 1855).

    - Rod Limanda
      - Limanda aspera (Pallas, 1814).
      - Limanda ferruginea (Storer, 1839).
      - Limanda limanda (Linnaeus, 1758) Limanda limanda
      - Limanda proboscidea Gilbert, 1896.
      - Limanda punctatissimus (Steindachner, 1879).
      - Limanda sakhalinensis Hubbs, 1915.

    - Rod Liopsetta
      - Liopsetta glacialis (Pallas, 1776).
      - Liopsetta pinnifasciata (Norman, 1926).
      - Liopsetta putnami (Gill, 1864).

    - Rod Parophrys
      - Parophrys vetulus Girard, 1854. Parophrys vetulus

    - Rod Platichthys
      - Iverka, Platichthys flesus (Linnaeus, 1758).
      - Platichthys stellatus (Pallas, 1788).

    - Rod Pleuronectes
      - Navadna plošča (Pleuronectes platessa) Linnaeus, 1758.
      - Pleuronectes quadrituberculatus Pallas, 1814.

    - Rod Pseudopleuronectes
      - Pseudopleuronectes americanus (Gill, 1864).
      - Pseudopleuronectes herzensteini (Schmidt, 1904).
      - Pseudopleuronectes obscurus (Herzenstein, 1890).
      - Pseudopleuronectes schrenki (Schmidt, 1904).
      - Pseudopleuronectes yokohamae (Günther, 1877).

  - Tribe Psettichthyini
    - Rod Psettichthys
      - Psettichthys melanostictus Girard, 1854.
- Poddružina Poecilopsettinae
  - Rod Marleyella
    - Marleyella bicolorata (Basilewsky, 1855).
    - Marleyella maldivensis Norman, 1939.

  - Rod Nematops
    - Nematops chui Fowler, 1934.
    - Nematops grandisquama Weber & de Beaufort, 1929.
    - Nematops macrochirus Norman, 1931.
    - Nematops microstoma Günther, 1880.
    - Nematops nanosquama Amaoka, Kawai & Seret, 2006.[4]

  - Rod Poecilopsetta
    - Poecilopsetta albomaculata Norman, 1939.
    - Poecilopsetta beanii (Goode, 1881) Poecilopsetta beanii
    - Poecilopsetta colorata Günther, 1880.
    - Poecilopsetta dorsialta Guibord & Chapleau, 2001.
    - Poecilopsetta hawaiiensis Gilbert, 1905.
    - Poecilopsetta inermis (Breder, 1927).
    - Poecilopsetta macrocephala (Breder, 1936).
    - Poecilopsetta megalepis Fowler, 1934.
    - Poecilopsetta natalensis Norman, 1931.
    - Poecilopsetta normani Foroshchuk & Fedorov, 1992.
    - Poecilopsetta pectoralis Kawai & Amaoka, 2006.[5]
    - Poecilopsetta plinthus (Jordan & Starks, 1904).
    - Poecilopsetta praelonga Alcock, 1894.
    - Poecilopsetta vaynei Quéro, Hensley & Maugé, 1988.
    - Poecilopsetta zanzibarensis Norman, 1939.
- Poddružina Rhombosoleinae
  - Rod Ammotretis
    - Ammotretis brevipinnis Norman, 1926.
    - 'Ammotretis elongatus (Yarrell, 1839).
    - Ammotretis lituratus (Richardson, 1844).
    - Ammotretis macrolepis McCulloch, 1914.
    - Ammotretis rostratus Günther, 1862.

  - Rod Azygopus
    - Azygopus pinnifasciatus Norman, 1926.

  - Rod Colistium
    - Colistium guntheri (Hutton, 1873).
    - Colistium nudipinnis (Waite, 1911).

  - Rod Oncopterus
    - Oncopterus darwinii Steindachner, 1874.

  - Rod Pelotretis
    - Pelotretis flavilatus Waite, 1911.

  - Rod Peltorhamphus
    - Peltorhamphus latus James, 1972.
    - Peltorhamphus novaezeelandiae Günther, 1862.
    - Peltorhamphus tenuis James, 1972.

  - Rod Psammodiscus Rhombosolea retiaria
    - Psammodiscus ocellatus (Starks & Thompson, 1910).

  - Rod Rhombosolea
    - Rhombosolea leporina Günther, 1862.
    - Rhombosolea plebeia (Richardson, 1843).
    - Rhombosolea retiaria Hutton, 1873
    - Rhombosolea tapirina Günther, 1862.

  - Rod Taratretis
    - Taratretis derwentensis Last, 1978.